# سرور آی‌اس‌ای مایکروسافت
سرور آی‌اس‌ای مایکروسافت (Internet Security And Acceleration Server) که مخفف آن ISA Server است. نرم‌افزاری محصول شرکت مایکروسافت است که به منظور افزایش امنیت در ارتباطات اینترنتی و دسترسی سریعتر به شبکه وب طراحی و پیاده‌سازی شده‌است.
این نرم‌افزار دیواره آتش قابل اجرا و پیاده‌سازی تحت سیستم‌عامل ویندوز است و توانایی‌های حفظ امنیت برای شبکه‌های تقریباً بزرگ را دارد.
امکانات ISA Server:
ISA سرور یک فایروال پیشرفته Stateful Packet, Application Layer , VPN و دارای امکان Cach می‌باشد که به مدیر شبکه محیط‌های بزرگ اجازه می‌دهد مدیریت را به بهترین نحو هم در کارایی و هم در امنیت به کار گیرد.ISA سرور دارای امنیت بسیار بالا، استفاده آسان، سریع و امکان برقراری ارتباط بین شبکه‌های مختلف می‌باشد.
۱: ایجاد دسترسی امن به اطلاعات داخلی شبکه برای کاربران خارجی: ISA به وسیله قوانین Server Publish وWeb و نظارت کردن بر ترافیک تبادل شده می‌تواند ارتباط امنی بین منابع و سرورهای داخل شبکه با خارج از شبکه برقرار نماید.
۲: کنترل کردن دسترسی به اینترنت و حفاظت کامپیوترها از ترافیک مزاحم:ISA قابلیت یکپارچه شدن و اتصال به Active Directory را دارد و اجازه می‌دهد تا مدیر شبکه دسترسی‌های جداگانه‌ای برای گروه‌های مختلف برای دسترسی به اینترنت اعمال کند. در ضمن فیلتر کردن در Stateful application-layer به ISA این توانایی را می‌دهد که شبکه و سرورها را از حملات پیشرفته محافظت نماید.
۳: اطمینان در دسترسی سریع به سایت‌هایی که قبلاً دیده شده‌اند امکان Cache کردن در ISA باعث می‌شود تا در پهنای باند اینترنت به مقدار زیادی صرفه جویی شود. در ISA Enterprise امکان پشتیبانی از Cache Array Routing Protocol می‌باشد که باعث می‌شود تا دسترسی به سایت‌ها با سرعت و اطمینان بیشتر و با Fault Tolerance و Load Balancing باشد.
۴: فراهم کردن High a validity, Real Time Failover, Load Balancing برای ارتباط داخلی و خارجی: در ISA 2006 Enterprise قابلیت استفاده از NLB فراهم شده که باعث می‌شود که زمان فعال بودن آن را بسیار بالا ببرد. این امکان باعث می‌شود تا در صورتی که یکی از ISA سرورها خراب شود ترافیک از روی آن به صورت خودکار به سروری که در حال کار می‌باشد منتقل شود.
۵: فشرده سازی برای سرعت دادن به دسترسی به اینترنت و کم کردن استفاده از پهنای باند.
به عبارتی دیگر این نرم‌افزار یک دروازه امنیتی است که شبکه را از دسترسی هکرها و کرمهای مزاحم موجود که به طرق مختلف به شبکه دسترسی دارند. مصون می‌دارد و این کار را از طریق فیلتر کردن در سطح Application و پاکتهای داده انجام می‌شود. در شبکه دادها برای انتقال به بخش‌های کوچکتری شکسته می‌شوند که در اصطلاح به آن‌ها پاکت گفته می‌شود. آمارها نشان می‌دهد که این نسخه ISA Server، یازده بار سریعتر از نسخه پیشین خود یعنیMicrosoft proxy server است.
ISA Server در محیط‌هایی با سیستم‌عامل‌های مختلف کار می‌کند، ولی در عین حال بیشترین بهره‌وری را در کار با سیستم‌عامل ویندوز دارد. ISA Server در کنار امکانات موجود در سیستم‌عامل ویندوز از قبیلMicrosoft Active Directory و VPN(Virtual Private Network) و در اجتماع با آن‌ها به کارایی بالاتر و مدیریت بهتر در شبکه کمک می‌کند. Cache کردن یا به عبارتی ذخیره‌سازی دادها از طریق ISA Server و پاسخ دادن به درخواست‌های که دادهای آن‌ها در Web cache موجود است. ترافیک در شبکه اینترنت را کاهش داده که این باعث کاهش ازدحام در شبکه و افزایش میزان پهنای باند برای پاسخ دهی بهتر به دیگر درخواست‌ها در شبکه می‌شود.ISA Server دسترسی به شبکه را در موارد مختلف از قبیل زمان، دسترسی کاربران، نوع Application ها و… محدود می‌کند و این کار کیفیت مدیریت در شبکه را ارتقا می‌دهد در نهایت ISA Server محصول قابل توجهی از سوی شرکت مایکروسافت است که در زمینه امنیت در شیکه‌ها ارائه شده‌است.
مایکروسافت بعد از ISA Server 2006 نسخه دیگری را در سال ۲۰۱۰ ارائه کرد که Microsoft Forefront TMG 2010 نام دارد.